# بيشبستون (باكينجهامشير)
بيشبستون (بالإنجليزية: Bishopstone, Buckinghamshire)‏ هي أبرشية مدنية تقع في المملكة المتحدة في باكينجهامشير. يقدر عدد سكانها بـ 275 نسمة .